# Uperodon
Uperodon is een geslacht van kikkers uit de familie smalbekkikkers (Microhylidae). De groep werd voor het eerst wetenschappelijk beschreven door André Marie Constant Duméril en Gabriel Bibron in 1841. Later werd de wetenschappelijke naam Hyperodon  gebruikt.
Er zijn twaalf soorten, veel soorten behoorden lange tijd tot het niet meer erkende geslacht Ramanella. Alle soorten komen voor in delen van Azië en leven in de landen Bangladesh, India, Pakistan en Sri Lanka.

## Taxonomie
Geslacht Uperodon
- Soort Uperodon anamalaiensis
- Soort Uperodon globulosus
- Soort Uperodon minor
- Soort Uperodon montanus
- Soort Uperodon mormorata
- Soort Uperodon nagaoi
- Soort Uperodon obscurus
- Soort Uperodon palmatus
- Soort Uperodon systoma
- Soort Uperodon taprobanicus
- Soort Uperodon triangularis
- Soort Uperodon variegatus

Glyphoglossus · 
Kaloula · 
Metaphrynella · 
Microhyla · 
Micryletta · 
Phrynella · 
Uperodon